# Hugh Cornwell
Pour les articles homonymes, voir Cornwell.
Hugh Alan Cornwell, né le 28 août 1949 à Tufnell Park, dans le nord de Londres, est un auteur-compositeur-interprète britannique. Icône du punk rock et de la new wave, il a fait partie du groupe The Stranglers de 1974 à 1990, en tant que guitariste et chanteur principal. Il poursuit depuis une carrière solo.

## Biographie

### Enfance et jeunesse
Hugh Cornwell a grandi à Tufnell Park et Kentish Town, dans le nord de Londres, dans une famille de quatre enfants dont il était le dernier. Son éducation musicale s'est faite en grande partie à la maison où son père l'a initié à la musique classique, son frère aîné, au jazz, à la musique country et au blues et son frère cadet, au rock (particulièrement Eddie Cochran, Jimi Hendrix et Cream). Il effectue ses études secondaires à la William Ellis School où il se lie d'amitié avec Richard Thompson, futur leader de Fairport Convention. Ensemble, en 1964, ils commencent un groupe de reprises appelé Emil and the Detectives où Richard Thompson tient la guitare et Hugh Cornwell, la basse. C'est d'ailleurs Richard qui lui apprend à en jouer. Parallèlement à cet apprentissage musical, Hugh commence à aller voir des concerts dans les clubs et les salles de Londres.
Richard Thompson ayant décidé d'interrompre ses études secondaires, Emil and the Detectives s'arrête. Hugh apprend alors à jouer de la guitare en autodidacte sur la guitare sèche que son frère cadet a laissée derrière lui en partant travailler à l'étranger. Muni de son A-level, il s'inscrit ensuite, en 1968, à l'université de Bristol pour étudier la biochimie. C'est là qu'il commence à gagner sa vie en tant que musicien en jouant dans les restaurants de Keith Floyd, un célèbre cuisinier britannique qui aura son émission à la BBC dans les années 1980. Son répertoire consiste alors en des reprises allant des Beatles à Dylan en passant par Hendrix.
À l'automne 1971, après avoir réussi ses examens en Angleterre, Hugh Cornwell commence une thèse à l'université de Lund en Suède. C'est là qu'il rencontre Hans Warmling, un musicien qui travaille alors comme infirmier dans l'hôpital de la ville. Hans Warmling, qui a eu un passé de musicien professionnel au sein du groupe suédois The Jackie Fountains, lui propose d'écrire des paroles en anglais sur les musiques qu'il compose. Avec deux déserteurs américains et un second suédois, ils forment le groupe Johnny Sox où Hugh tient la guitare rythmique et fait les chœurs .
La majorité des titres proviennent du duo formé par Hans Warmling et par le chanteur américain mais de temps en temps, Hugh commence à chanter ses propres textes ou à composer des musiques sur les textes du chanteur. Ils donnent leurs premiers concerts à l'été 1972 et commencent rapidement à tourner en Suède et à se bâtir un public. Mais, à la fin de l'année 73, Hugh décide d'abandonner sa thèse qui n'avance pas et de rentrer en Angleterre avec le groupe, moins Hans Warmling. En l'espace d'un an et demi, Johnny Sox évoluera vers les Stranglers avec un seul membre commun aux deux groupes : Hugh Cornwell.

### Début de carrière: les Stranglers (1974-1990)

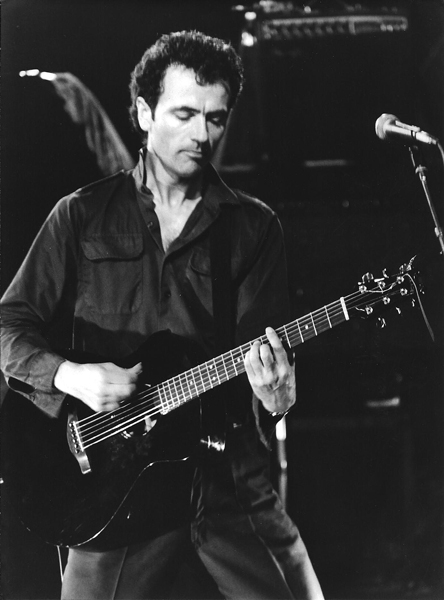
Hugh Cornwell avec les Stranglers pendant l'enregistrement de l'émission L'Écho des bananes en 1983.

Le groupe est signé par United Artists en décembre 1976 et sort son premier album en avril 1977. En quatorze ans de carrière discographique, il enregistre dix albums et sept singles inédits avant que Hugh Cornwell ne quitte les Stranglers à l'issue d'un concert donné à l'Alexandra Palace de Londres, le 11 août 1990. Au cours de cette période avec les Stranglers, Hugh enregistre deux albums solos : Nosferatu en 1979 et Wolf en 1988 et deux singles inédits. Parallèlement, il commence une carrière d'acteur tout d'abord au théâtre, puis au cinéma et à la télévision.
Nosferatu est cosigné par Robert Williams, alors batteur de Captain Beefheart que Hugh a rencontré après un concert de celui-ci. Ils commencent à travailler sur l'album à la Noël 1978 mais, pris par leurs agendas personnels, ne le finiront pas avant le mois d'avril 79. Il est enregistré dans divers studios américains et anglais en vingt-deux jours et sort en novembre 1979. Hugh Cornwell y exprime son amour pour le cinéma : le titre et les paroles de la face A sont en effet un hommage au film muet de F. W. Murnau. De même, la vidéo tournée pour le single White Room évoque le cinéma expressionniste allemand.
Les critiques anglaises, plutôt mitigées, s'accordent à trouver l'album très différent de ceux des Stranglers, notamment de The Raven qui vient de sortir. Le magazine Record Mirror le qualifie de « bizarre » tandis que le Melody Maker le trouve « monotone » et « trop personnel, trop complaisamment obscur ». Hugh expliquera en 1999 : « J'avais toutes ces chansons mélodiques que j'ai délibérément essayé de rendre difficiles à écouter. »
À la fin de l'année 1979, Hugh Cornwell est arrêté pour détention de drogue en Grande-Bretagne. Il est condamné en mars 80 à huit semaines de prison, il en effectuera cinq. Cette expérience lui inspire un court document sur les conditions de détention qui paraît, via le Stranglers Information Service, sous le titre Inside Information en novembre 1980.
Son deuxième album solo Wolf sort presque dix ans après le premier, en juin 1988, cette fois-ci sous le seul nom de Hugh Cornwell. Le site web Trouser Press y qualifie la musique de « dance-pop poids léger ». Des chansons comme Cherry Rare ou Clubland reflètent en effet l'intérêt que Hugh Cornwell a toujours porté aux musiques noires : il plaçait Sister Sledge, Chic ou Prince parmi ses coups de cœur du moment dans les années 1980 et une des chansons d'Aural Sculpture est dédiée à Marvin Gaye.
Chez les critiques, on retrouve la même différence de point de vue entre les journalistes anglo-saxons et francophones qu'avec les Stranglers. Trouser Press estime que le disque « ne contient rien que les Stranglers n'auraient pu faire aussi bien » tandis que le magazine français Best juge que l'album « contient de bien belles choses ». Wolf se classe à la 98e place des charts britanniques et l'un des singles extraits de l'album, Another Kind of Love, à la 71e place . Aux États-Unis, ce même single atteint la 11e place des charts alternatifs et il est alors question d'une tournée là-bas avec le groupe A Flock of Seagulls comme backing band. Mais, lâché par sa maison de disques, Virgin, le projet finit par tomber à l'eau.
Durant leurs quatorze ans de production discographique, Le succès des Stranglers ne s'est pas démenti au Royaume-Uni, avec vingt et un singles et quatorze albums classés dans le top 40, et dans le reste de l'Europe, à partir de l'album Feline (1983). Mais la nouvelle carrière entamée par Hugh va se révéler plus difficile, comme elle le sera aussi pour les Stranglers restants.

### Carrière solo (depuis 1990)
En quittant les Stranglers, Hugh Cornwell quitte un groupe avec lequel il vient de passer seize années mouvementées et a tissé des liens très forts. Il ira jusqu'à dire, en 2009, qu'il a dû se redécouvrir lui-même, après son départ. Dans un premier temps, il cesse de jouer de la guitare et délaisse les chansons des Stranglers dans ses concerts. La rupture ne s'est pas faite sans ressentiment de part et d'autre, ce dont la biographie officielle du groupe sortie en 1997 et les deux livres écrits par Hugh en 2001 et 2004 portent la trace.
Le premier album que Hugh enregistre après son départ, l'est en compagnie de deux autres auteurs-compositeurs anglais : Roger Cook et Andy West. Hugh Cornwell a rencontré Roger Cook par l'intermédiaire de la maison d'édition EMI Publishing et ils ont commencé à travailler ensemble sur des chansons, avant même la fin des Stranglers Mark I. À l'origine, les chansons composées par le duo sont destinées à d'autres chanteurs mais n'ayant réussi à intéresser personne, ils décident finalement de les enregistrer eux-mêmes.
L'album sort sous le nom et le titre de CCW en 1992, Hugh le décrivant comme très acoustique avec un travail sur l'harmonie des voix. Tiré à un petit nombre d'exemplaires (4000) par le label UFO records et publié seulement en Grande-Bretagne, sans effort de promotion, c'est logiquement un échec commercial.
Juste après la sortie du disque, Hugh Cornwell croise de nouveau la route de Ian Grant, le manager des Stranglers de 1978 à 1980. Celui-ci va devenir le sien jusqu'en 1994, avant d'abandonner à la suite des difficultés engendrées par la sortie de l'album suivant. Toutefois, Ian Grant continuera à collaborer ponctuellement par la suite, en publiant notamment cinq albums de Hugh sous son label, Track Records.
L'album suivant Wired sort en 1993 sous son propre nom. Hugh Cornwell y retrouve le batteur Robert Williams mais laisse le rôle de guitariste solo à Chris Goulstone. Le disque est l'objet d'un conflit entre maisons de disques qui va perturber sa sortie : en effet, Hugh a signé dans un premier temps avec le label Phoenix Records qui décide de se désengager avant la fin de l'enregistrement. Celui-ci ne peut reprendre qu'un an plus tard, grâce au label Transmission, mais Phoenix tentera ensuite d'empêcher la sortie sous le second label. À cause de ces problèmes juridiques, le single The Story of He and She ne pourra sortir qu'en France.
Dans une interview à Record Collector, Hugh explique qu'il a essayé, dans cet album, de marier « le niveau d'énergie de la scène house et dance » à « une vraie chanson ». Il en a confié la production à Gary Langan, ex-Art of Noise. Cela donne un résultat très différent de ce que les Stranglers ont enregistré du temps de Hugh et de ce qu'ils enregistrent sans lui (le premier album des Stranglers Mark II In the Night est sorti en 92). Mais celui-ci reste dans la lignée du deuxième album solo Wolf. Comme cela était le cas avec les Stranglers, les critiques ne sont pas bonnes en Angleterre et plus indulgentes en France.
Dans la foulée de la sortie du single, en 1994, Hugh et son groupe entament une vraie tournée de quinze dates en France et en Suisse. Par la suite, il n'y fera plus que des incursions ponctuelles, de même qu'en Belgique.
En 1995, Hugh Cornwell commence à travailler sur son deuxième album solo depuis son départ des Stranglers, dans son propre studio d'enregistrement. Un single est publié la même année : Everybody mais l'album ne sera pas fini avant l'année suivante et l'introduction d'un nouveau producteur au projet : Laurie Latham (le même qui a produit Aural Sculpture pour les Stranglers en 1984). Certaines chansons sont alors abandonnées et d'autres nouvelles introduites.
Le guitariste Chris Goulstone qui l'accompagnait sur scène jusque-là, quitte le groupe en 1995, obligeant Hugh à se remettre à la guitare à plein temps. C'est un mal pour un bien dans la mesure où certains fans regrettaient le style si particulier de Hugh. Progressivement, il ré-introduit des chansons des Stranglers dans ses concerts, notamment quand il joue en acoustique et en solo, ce qui lui permet de ré-arranger les titres.
Guilty, le deuxième album solo sous son nom, sort en 1997 en Europe, sous le label Snapper. Le site web AllMusic notera la proximité de cet album et du suivant Hi Fi avec le matériel enregistré par les Stranglers à la fin des années 1980. Pour ces deux albums, les critiques s'améliorent notablement en Grande-Bretagne mais la presse spécialisée, en France et en Belgique, commence à le bouder.
En 1998, Hugh Cornwell signe chez Velvel pour les États-Unis. Le label américain va alors publier en 1999 les deux albums solos sortis à ce jour en Europe : Guilty sous une version légèrement différente et sous le titre de Black Hair Black Eyes Black Suit et ensuite, Wired sous le titre First Bus to Babylon. C'est l'occasion de tourner là-bas, ce que Hugh n'a jamais fait en solo et n'a plus fait avec les Stranglers depuis 1987. Une première tournée nord-américaine démarre en mars 1999 pour treize dates, la seconde aura lieu en novembre de la même année.
À la fin de l'année, il commence à travailler sur l'album suivant qu'il finit en 2000 avec Laurie Latham comme producteur. Hi Fi sort la même année chez Koch. C'est un album qu'il a voulu plus psychédélique que le précédent et sur lequel il rend hommage à une de ses idoles, Arthur Lee de Love, qui est en prison en Californie à cette époque (The Prison' s Going Down). Le magazine irlandais Hot Press écrit que : « C'est un bon album, où la sauvagerie de son travail précédent a été largement remplacée par une sorte d'élégance gracieuse ».
En 2001, le livre qu'il a coécrit avec le journaliste Jim Drury sur les Stranglers parait. Alors que les deux précédentes biographies du groupe se concentraient plutôt sur la chronologie et l'histoire, son intention, en écrivant Song by Song, est « d'expliquer les paroles de chacune des chansons (...) et de révéler comment chacune a été construite et enregistrée ».
En 2002, Track Records publie l'album Sons of Shiva, où Hugh Cornwell met en musique plusieurs poèmes du poète irlandais Sex W. Johnston. L'idée du disque lui est venue à la suite d'une performance au cours de laquelle on lui avait demandé d'ajouter de la musique derrière Mantra of the Awoken Powers, que l'on retrouve sur l'album. Hugh mentionnera dans sa biographie qu'on lui a fait remarquer la ressemblance de cette œuvre avec Nosferatu sorti vingt-trois ans auparavant.
La même année, Track Records sort l'album Footprints in the desert qui contient des chansons enregistrées dans la première moitié des années 1990, dont celles qui étaient destinées à la première version de Guilty. L'album est reçu plus fraîchement par la critique que les deux précédents, le magazine Classic Rock le jugeant en particulier « irrégulier » et « exaspérant par moments ». Cette période d'intense production discographique se poursuit avec la sortie d'un premier album live en 2002 : Mayday toujours chez Track Records.
L'album studio suivant, Beyond Elysian Fields, est enregistré à la fin de l'année 2003, en dix jours, à La Nouvelle-Orléans. Le fait d'enregistrer aux États-Unis donne à l'album un côté plus blues, moins anglais. Sa source d'inspiration déclarée en est John Wesley Harding, l'album où Dylan est revenu vers ses racines folk. Il est mixé dans la foulée à New-York par Tony Visconti avec qui Hugh n'a pas travaillé depuis l'album des Stranglers, Feline, en 1983. Il contient beaucoup de parties de guitare acoustique, ce que Hugh n'a plus fait depuis Feline justement.
L'album sort en même temps que l'autobiographie de Hugh Cornwell, le 4 octobre 2004, chez Track records. Under her Spell, le single tiré de l'album entre dans les charts britanniques à la 62e place. C'est la première fois depuis 1988 et Another Kind of Love que Hugh parvient à y classer un single. Mais l'album reçoit des critiques mitigées en Grande-Bretagne de la part de journalistes qui ne comprennent pas ce tournant acoustique de la part d'un ex-punk.
À partir de 2006, Hugh Cornwell va faire une tournée par an en Amérique du Nord. Il raconte que beaucoup de fans des Stranglers viennent le voir après les concerts en lui disant que c'est la première fois en trente ans qu'ils ont l'occasion de le voir. Petit à petit, l'intérêt renait et il réapparait dans les médias américains.
L'album studio suivant Hooverdam est enregistré dans un studio analogique 8 pistes, Hugh expliquant que cela rend l'enregistrement plus rapide et que « quand on vieillit il y a trop de choses à faire pour perdre son temps assis dans un studio pendant des mois ». L'album a été enregistré avec deux autres musiciens dans une formule de power trio qui correspond au format scénique que Hugh a choisi depuis 2001. Il est produit par Liam Watson, producteur des White Stripes et Hugh en qualifie le son de « dépouillé et électrique ». Il explique que c'est un choix délibéré pour s'éloigner du son de l'album précédent, plus acoustique.
Hooverdam est disponible le 9 juin 2008 en deux versions : sous forme de téléchargement gratuit et sur CD accompagné d'un DVD. À l'origine, c'est le patron de son label qui en a eu l'idée mais Hugh Cornwell y voit l'opportunité de toucher un nouveau public et de se faire une « carte de visite » pour attirer les gens sur ses concerts. L'option du téléchargement gratuit n'a alors été choisie que par un petit nombre de groupes dont Carbon/Silicon, Radiohead pour In Rainbows (2007) ou Nine Inch Nails pour Ghost I-IV (mars 2008). L'album est bien accueilli par la critique en Grande-Bretagne, Record Collector jugeant que c'est « un album très cohérent avec une certaine qualité intemporelle » en partie due à « son esthétique de retour aux sources du rock'n roll ».
En 2009 et 2010, Hugh entreprend une tournée où il joue, toujours en trio, l'intégralité de Hooverdam couplé avec Rattus Norvegicus, le premier album des Stranglers. Il reprend là une idée qui a déjà été mise en œuvre par Lou Reed avec Berlin lors d'un concert de 2006 ou Sonic Youth avec Daydream Nation en 2007. En 2012, il fera de même avec No More Heroes couplé avec son album solo suivant Totem and Taboo.
Après avoir achevé la rédaction de sa biographie, Hugh Cornwell se lance dans l'écriture d'un thriller psychologique qui se passe dans le milieu de l'art (il est lui-même un collectionneur de tableaux). Commencé en 2006, Window on the world est publié en 2011. Hugh indique dans une interview à Jim Drury qu'il a eu envie de se lancer dans l'écriture d'un roman après avoir écrit seul sa biographie et avoir apprécié le travail d'écriture.
Son septième album solo depuis qu'il a quitté les Stranglers, Totem and Taboo, parait en septembre 2012. Désireux de ne pas subir les contraintes d'une maison de disques, Hugh Cornwell a eu recours à une souscription sur la plate-forme Pledge pour assurer son financement. C'est Steve Albini, fan de longue date des Stranglers Mark I qui assure la production. L'album a été enregistré dans son studio à Chicago avec un minimum de production et sonne, conformément au désir de Hugh, « de la manière dont nous sonnons en concert ».
Hugh parle de l'influence qu'a eue Led Zeppelin sur la genèse de cet album où il explore les possibilités du power trio et en particulier du rôle du guitariste. À l'instar du groupe de hard rock, il alterne à l'intérieur même des chansons entre accords et soli qui viennent en complément de la voix. Salué par la critique, l'album est désigné 4e album de l'année 2012 par le bimensuel anglais Vive le Rock!.
En 2014, Hugh Cornwell sort son deuxième roman intitulé Arnold Drive via la plate-forme de financement participatif Unbound. Cette même année, il fait équipe avec John Cooper Clarke, surnommé le "poète punk" en Grande-Bretagne, pour enregistrer un album de reprises dont il signe les arrangements mais où il laisse le chant à son acolyte. Il raconte la genèse de l'album dans une interview: « J'étais saoul une nuit et j'écoutais Mac Arthur Park de Richard Harris. J'ai soudain eu cette idée bizarre, sans doute parce que j'avais diné avec John [Cooper Clarke] une quinzaine de jours avant: est-ce que ça ne serait pas étrange que John interprète cette chanson avec sa voix si caractéristique ? Alors je l'ai appelé, je lui ai demandé et il a répondu: Ouais, pourquoi pas ? » De cette première expérience concluante nait l'album This Time it's Personal qui comprend neuf autres reprises. Il sort en octobre 2016 et rencontre un succès inattendu, en rentrant directement à la 34e place des charts anglais.
Encouragé par ce succès, c'est de nouveau Sony Music qui publie le 9e album solo de Hugh Cornwell, le 5 octobre 2018. Intitulé Monster, il trouve son origine dans la mort de la mère du guitariste, Winifred, à qui la chanson La Grande Dame est dédiée. Personnalité un peu rebelle et excentrique, celle-ci était à la fois une figure locale (elle a nagé tous les jours et par tous les temps dans les étangs de Hampstead jusqu'à l'âge de 96 ans) et un chef de famille impitoyable. De là, l'idée de faire un album traitant de personnalités du XXe siècle, « des gens qui défient les catégorisations. J'ai passé ma vie entière à faire de même. Si quelqu'un veut me ranger dans un tiroir, je ferai mon possible pour en sortir. Vous pouvez me qualifier d'irresponsable mais ça a aussi quelque chose à voir avec le fait d'être attiré par les gens qui sont doubles. » C'est ainsi que l'on retrouve sur Monster des chansons consacrées à Lou Reed, Hedy Lamarr, Mose Allison, Benito Mussolini ou Robert Mugabe.
Le nouvel album est couplé avec un album de reprises acoustiques des Stranglers intitulé Restoration et qui comporte des titres rarement joués par le groupe (Outside Tokyo, Let Me Down Easy, Ships that Pass in the Night). Les deux ont été enregistrés dans le propre studio de Hugh Cornwell avec l'aide d'un ingénieur du son et de quelques musiciens additionnels dont Ian Anderson à la flûte. « Mon ingénieur que je connais depuis longtemps et moi-même avons décidé que ce serait plus rapide et plus concis de le faire dans les limites de notre propre studio. (...) Pour amener les chansons où je voulais qu'elles aillent, ça aurait été compliqué de prendre des musiciens. » confie-t-il au mensuel Vive le Rock! Assez bien reçu par la critique britannique, il se classe, là bas, à la 62e place des charts.

## Œuvre musicale

### Formation et influences

#### En tant qu'auteur-compositeur
Hugh Cornwell souligne, dans son autobiographie, l'importance de sa rencontre avec Hans Warmling en Suède : « C'est lui qui m'a encouragé à jouer de la guitare électrique, à chanter et à écrire des chansons. » Il commence d'ailleurs à composer et à écrire pour Johnny Sox à cette époque mais ce n'est qu'en Angleterre, après le départ du chanteur d'abord puis de Hans Warmling ensuite, qu'il se retrouvera (ainsi que JJ Burnel) auteur-compositeur à temps plein pour les Stranglers.
En tant que compositeur, les groupes qu'il a cités comme influences quand il a commencé avec les Stranglers sont : les Doors, le Velvet Underground, Love, Captain Beefheart, et dans une moindre mesure, le Pink Floyd des débuts, Devo, Cliff Richard et les Shadows, Can, Led Zeppelin, David Bowie et d'une manière générale, le rock psychédélique. Il a, en particulier, dit de Love que c'était un mélange parfait de psychédélisme, de punk et de pop, une définition qu'on peut appliquer dans bien des cas aux Stranglers Mark I, voire à ses propres albums solos. Beaucoup de morceaux trahissent aussi une influence du jazz.
Comme auteur, il cite Ray Davies dont il apprécie les traits d'humour, Lou Reed et Bob Dylan pour son art de jouer avec les mots. Depuis qu'il a entamé une carrière solo et dû apprendre à travailler seul - là où il travaillait souvent avec un partenaire d'écriture dans les Stranglers - il cite couramment, comme sources d'inspiration, Bob Dylan à qui il a dédié une chanson de Beyond Elysian Fields (24/7) et, plus étonnant, le pianiste de jazz Mose Allison.

#### En tant qu'instrumentiste
Si Hans Warmling a joué un rôle dans son éclosion en tant qu'auteur-compositeur, c'est Richard Thompson qui lui a enseigné la basse au collège. Il s'est ensuite tourné vers la guitare apprise en autodidacte et dont il a fait son instrument de prédilection à partir de ses années d'université. Durant la période Stranglers, il est retourné occasionnellement à la basse sur Dead Loss Angeles de l'album The Raven où JJ Burnel et lui en jouent tous les deux (il n'y a pas de guitare sur le morceau) ainsi que sur son premier album solo Nosferatu. Il peut également jouer des claviers.
Répondant à une interview en 2012, Hugh Cornwell révèle que le musicien qui l'a décidé à apprendre la guitare est Chuck Berry parce qu'il « joue d'une manière mélodique, simple et qu'il écrit des chansons faciles à apprendre. ». Mais ses sources d'inspiration principales restent Robby Krieger, Hank Marvin pour ses thèmes longs et mélancoliques, Arthur Lee et Captain Beefheart pour leur inspiration psychédélique. Depuis qu'il joue en trio, il dit s'intéresser à Led Zeppelin et au jeu de Jimmy Page.

### Style
Les Stranglers ont démarré à une période où les expérimentations du rock progressif, du krautrock voire du hard rock avaient entraîné le rock loin de ses racines populaires des années 1950. Aussi Hugh Cornwell a revendiqué très tôt son intention de remettre la chanson au goût du jour. Dans une interview au Melody Maker de 1977, il disait : « Nous voulions faire revivre [la chanson] en tant que forme d'art importante à la place de la virtuosité technique. Depuis à peu près 1971, la chanson a progressivement été mise de côté. »

#### Paroles
Hugh Cornwell est le principal contributeur aux textes des Stranglers Mark I, écrivant à peu près 75 % des paroles entre 1977 et 1990.
Si les paroles des deux premiers albums des Stranglers sont centrées sur des expériences personnelles, et en particulier sur les difficultés qu'ils rencontraient dans leur vie quotidienne au début, le groupe, et en particulier Hugh Cornwell, a rapidement tourné ses regards vers le monde extérieur. Les albums Black and White, The Raven et Dreamtime, en portent notamment la trace et reflètent leurs préoccupations du moment (guerre, dictature, progrès de la science, écologie). The Gospel According to the Meninblack et La Folie sont deux concept-albums, traitant respectivement des Men in black et de l'amour.
À partir de 1988 et de son second album solo, cependant, Hugh Cornwell revient vers des sujets plus personnels. Il déclare ainsi au magazine Les Inrockuptibles : « J'ai de moins en moins tendance à écrire sur des sujets d'actualité. Je suis plus impliqué dans mes propres complexités. En vieillissant, je sens plus que mon rôle d'écrivain est d'essayer d'exprimer les émotions humaines et les complexités de la nature de "la bête humaine" ».
Il rend également hommage aux gens qu'il aime dans un grand nombre de ses chansons, en particulier dans la seconde partie de sa carrière : Léon Trotski (sur Big Bug et mention dans No More Heroes), Robert Mitchum dans The Big Sleep, Arthur Lee dans The Prison's Going Down, Philip K. Dick dans Philip K. Ridiculous. Un grand nombre de chansons à partir de 1978 reflètent enfin son goût pour les voyages : Australie (sur les titres Nuclear Device, Dreamtime), Espagne (Spain, Cadiz), États-Unis (Dead Loss Angeles, Big in America, Gods, Guns and Gays), entre autres.
Lors de ses débuts avec les Stranglers, Hugh Cornwell a délibérément utilisé la provocation dans ses textes (I Feel Like a Wog, Bring on the Nubiles), ce qui a souvent été interprété au premier degré par une partie du public et des journalistes. En 1978, il expliquait que c'était une manière de forcer les gens à réfléchir. De même, les Stranglers Mark I ont souvent abordé des sujets controversés (les Men in black, les dérives de la science), ce dont Hugh s'est justifié dans son autobiographie de 2004 en expliquant qu'il pensait que c'était là le rôle des artistes. Sans jamais renier cette attitude, il évolue, dans sa carrière solo, vers une sorte de critique sociale plus sarcastique que réellement provocatrice (Mr Insignificant, Stuck in Daily Mail Land).
Hugh Cornwell a toujours aimé jouer avec les mots, ce qu'il fait de différentes manières : en utilisant des allitérations dans les textes de ses chansons (Just like Nothing on Earth, Going to the City) ou des jeux de mots notamment dans les titres (Vietnamerica, Dead Loss Angeles, Let's Tango in Paris, Love me Slender) ou en inventant des mots ou des expressions (« setting sun rise » dans Who wants the world ?, « Shakesperoes » dans No More Heroes).
Un grand nombre de ses textes est traité de manière métaphorique ce qui les rend souvent difficiles à comprendre. Ainsi, Nice 'n' Sleazy tiré de Black and White dont le premier couplet parle de la première tournée des Stranglers aux États-Unis et présente le groupe en explorateurs incertains de ce qu'ils vont trouver : « We came across the west sea/We didn't have much idea of the/Kind of climate waiting » (Nous avons traversé la mer de l'ouest/Nous ne savions pas quel/Genre de climat nous attendait) et dont le deuxième évoque leur rencontre avec les Hells Angels d'Amsterdam et file la métaphore religieuse : « An angel came from outside/Had no halo had no father » (Un ange est venu de dehors/Il n'avait ni auréole ni père). Enfin, il a reconnu, en 2009, que beaucoup de ses chansons fonctionnent sur plusieurs niveaux et qu'il lui arrive parfois de réaliser seulement vingt ans après, une de ses significations.

#### Musique
Si Hugh Cornwell se considère lui-même comme limité techniquement, il développe, au sein des Stranglers, un style particulier qui doit beaucoup à Robby Krieger : comme c'est le cas pour le guitariste des Doors, il ne joue alors ni en solo ni en rythmique mais un mélange des deux. Cela laisse beaucoup de place aux deux autres instruments non rythmiques : la basse de JJ Burnel et surtout les claviers de Dave Greenfield, en contrepoint desquelles se placent ses interventions qu'il qualifie d'« embellissements ».
Cela n'exclut pas un rôle plus important sur certains titres des Stranglers où il joue le thème principal de certaines parties (le titre The Raven, Tramp, Let me Introduce You to the Family, Uptown) et la création de soli souvent courts et mélodiques (Sometimes, Walk on By, Golden Brown, Always the sun ). De même, il aime jouer avec les structures rythmiques (le meilleur exemple étant constitué par l'utilisation de la polyrythmie sur Baroque Bordello : pendant que basse, batterie et claviers jouent le couplet en 4/4, il joue en 7/8) et introduire des dissonance (School Mam, Curfew, Manna Machine).
En solo et notamment depuis l'adoption de la formule du power trio (2001), son rôle s'est évidemment accru mais on retrouve certaines de ses caractéristiques du temps des Stranglers : goût pour les dissonances (Nerves of Steel, Delightful Nightmare, I Want One of Those), rythmiques "bancales" (Philip K. Ridiculous).
Sur la place de la guitare, si centrale dans le rock depuis ses débuts, il a un point de vue un peu iconoclaste, désignant en 2010 le premier album de Soft Machine comme son album de rock préféré avec ces mots : « Plein d'un jeu fantastique et pas une guitare en vue, à part la basse de Kevin Ayers (...). Ça conduit un guitariste à re-évaluer sa place ». Son inventivité et son style original ont été soulignés depuis l'époque des Stranglers jusqu'à aujourd'hui  et trouvent encore un écho dans les générations suivantes, par exemple chez Justin Broadrick (ex-guitariste de Napalm Death et Godflesh) qui parle de la simplicité de son jeu, fait « seulement d'accords purs et de tons purs ».

#### Chant
Dans sa biographie, Hugh Cornwell explique qu'il se considère avant tout « comme un chanteur qui a appris la guitare par nécessité, juste pour le cas où il n'y aurait pas d'autres musiciens disponibles ». Pourtant, sur les premiers albums des Stranglers, son chant est plutôt une vocifération (Sometimes, I Feel Like a Wog, Tank, Hey! (Rise of the Robots)) ou ressortit à un style parlé (Peaches, Down in the Sewer, School Mam, Nice 'n' Sleazy). Il ne se mettra véritablement à chanter qu'à partir de l'album The Raven. Son timbre de voix et son phrasé parfait en font l'une des voix les plus reconnaissables du rock britannique, selon le journaliste John Robb.

### Matériel
La guitare de prédilection de Hugh Cornwell est la Fender Telecaster mais, au fil du temps, il lui est arrivé d'utiliser d'autres modèles notamment la Höfner "razorwood" S7L (période La Folie). Il s'est également souvent servi de guitares acoustiques ou électro-acoustiques : l'album Feline est notamment construit sur le son de l'instrument que lui avaient faits deux luthiers de Bristol, les frères Kinkade. Depuis 2014, il est endorsé par le fabricant de guitares allemand Höfner.
Il utilise, depuis ses débuts, des cordes Rotosound et il est « endorsé » par la marque britannique.

## Engagement social
Hugh Cornwell s'engage souvent pour des causes liées à l'écologie et, notamment, aux dangers du réchauffement climatique. Il participe, par exemple, au projet Danger Global Warning pour lequel il a écrit le texte d'une chanson qui a été mise ensuite à disposition des remixeurs.

## Discographie

### Albums studio
- Nosferatu, United Artists, 1979 (en collaboration avec Robert Williams)
- Wolf, Virgin, 1988
- CCW (Hugh Cornwell, Roger Cook & Andy West), UFO, 1992
- Wired, Transmission, 1993
- Guilty, Snapper, 1997
- Black Hair, Black Eyes, Black Suit, Velvel, 1999 (version nord-américaine de Guilty)
- First Bus to Babylon, Velvel, 1999 (version nord-américaine de Wired)
- Hi Fi, Koch, 2000
- Footprints in the Desert, Track Records, 2002
- Sons of Shiva, Track Records, 2002 (en collaboration avec Sex W. Johnston)
- Beyond Elysian Fields, Track Records, 2004
- Hooverdam, Invisible Hands Music, 2008
- Totem and Taboo, His Records LTD et Cadiz recording, 2012
- The Fall and Rise of Hugh Cornwell, Invisible Hands Music, 2015 (compilation de l'ensemble de la carrière solo)
- This time it's personal, Sony music, 2016 (en collaboration avec John Cooper Clarke)
- Monster, Sony Music, 2018

### Albums live
- Mayday, Track Records, 2002
- In the Dock, Track Records, 2003
- Dirty Dozen, Invisible Hands Music, 2006
- People - Places - Pieces, Invisible Hands Music, 2006
- New Songs for King Kong, Invisible Hands Music, 2010

## Œuvres écrites
- Inside information (1980) est un document sur son séjour en prison
- The Stranglers - song by song (2001) est une introduction à l'œuvre des Stranglers
- A multitude of sins (2004), autobiographie
- Window on the world (2011), roman
- Arnold Drive (2014), roman